# Estación de Pan Bendito
Pan Bendito es una estación de la línea 11 del Metro de Madrid situada bajo la avenida de Abrantes, a la altura del cruce con la calle Besolla, en el madrileño distrito de Carabanchel.

## Historia
La estación abrió al público el 16 de noviembre de 1998. Dejó de ser cabecera el 18 de diciembre de 2006, cuando se produjo la ampliación de la línea hasta Carabanchel Alto, en concreto, hasta la estación de La Peseta. Junto con la línea 12, la línea 11 no atraviesa la almendra central de Madrid.

Plan de ampliación 1995-99 del Metro de Madrid que incluía la estación de Pan Bendito

## Accesos
Vestíbulo Pan Bendito
- Avda. Abrantes, pares - Besolla Avda. Abrantes, 122 (esquina C/ Besolla)
- Avda. Abrantes, impares - Besolla Avda. Abrantes, 289 (esquina C/ Besolla)
- Ascensor Avda. Abrantes, 122

## Líneas y conexiones

### Metro
| << cabecera    | < estación | línea | estación >    | cabecera >> |
| -------------- | ---------- | ----- | ------------- | ----------- |
| Plaza Elíptica | Abrantes   |       | San Francisco | La Fortuna  |

### Autobuses
| Diurnos   |                  |                                |
| Línea     | Destino          | Parada                         |
| 47        | Carabanchel Alto | 2446 Besolla                   |
| 108       | Cmtº Carabanchel | 2446 Besolla                   |
| 118       | La Peseta        | 2446 Besolla                   |
| 47        | Atocha           | 2447 Besolla                   |
| 108       | Oporto           | 2447 Besolla                   |
| 118       | Embajadores      | 2447 Besolla                   |
| 116       | Villaverde Cruce | 3994 Consejería Empleo y Mujer |
| E1        | La Peseta        | 3994 Consejería Empleo y Mujer |
| 116       | Embajadores      | 3995 Consejería Empleo y Mujer |
| E1        | Cibeles          | 3995 Consejería Empleo y Mujer |
| Nocturnos |                  |                                |
| Línea     | Destino          | Parada                         |
| N16       | La Peseta        | 2446 Besolla                   |
| N16       | Cibeles          | 2447 Besolla                   |

| Diurnos   |                                     |                                                          |              |
| Línea     | Destino                             | Parada                                                   | Operador     |
| 480       | Leganés (Estación FF.CC)            | 3994 Consejería Empleo y Mujer (Vía Lusitana, 104)       | Martín, S.A. |
| 480       | Madrid (Plaza Elíptica)             | 3995 Consejería Empleo y Mujer (Vía Lusitana, 27)        | Martín, S.A. |
| 484       | Leganés (Estación FF.CC)            | 07614 Av. Abrantes-Besolla (Avenida de Abrantes, 291)    | Martín, S.A. |
| 484       | Madrid (Oporto)                     | 07615 Av.Abrantes-Pan Bendito (Avenida de Abrantes, 291) | Martín, S.A. |
| Nocturnos |                                     |                                                          |              |
| Línea     | Destino                             | Parada                                                   | Operador     |
| N802      | Leganés (Vereda de los Estudiantes) | 3994 Consejería Empleo y Mujer (Vía Lusitana, 104)       | Martín, S.A. |
| N803      | Fuenlabrada (Bº Naranjo)            | 3994 Consejería Empleo y Mujer (Vía Lusitana, 104)       | Martín, S.A. |
| N804      | Fuenlabrada                         | 3994 Consejería Empleo y Mujer (Vía Lusitana, 104)       | Martín, S.A. |
| N802      | Madrid (Atocha)                     | 3995 Consejería Empleo y Mujer (Vía Lusitana, 27)        | Martín, S.A. |
| N803      | Madrid (Atocha)                     | 3995 Consejería Empleo y Mujer (Vía Lusitana, 27)        | Martín, S.A. |
| N804      | Madrid (Atocha)                     | 3995 Consejería Empleo y Mujer (Vía Lusitana, 27)        | Martín, S.A. |